# Tristan Flore
Tristan Flore, född 2 januari 1995, är en fransk bordtennisspelare.

## Karriär
Flore tävlade för Frankrike i lagtävlingen i bordtennis vid olympiska sommarspelen 2016 i Rio de Janeiro.